# Objetivo de Desarrollo Sostenible 14
El Objetivo de Desarrollo Sostenible 14 (Objetivo 14 o ODS 14) trata sobre alianzas para los objetivos y es uno de los 17 Objetivos de Desarrollo Sostenible (ODS) establecidos por las Naciones Unidas en 2015. 
El ODS 14 es: "Conservar y utilizar en forma sostenible los océanos, los mares y los recursos marinos para el desarrollo sostenible".
El Objetivo tiene metas que deben alcanzarse para 2030. El progreso hacia las metas se medirá mediante indicadores.
Las primeras siete metas son "metas de resultados": Reducir la contaminación marina; proteger y restaurar ecosistemas; reducir la acidificación de los océanos; pesca sostenible; conservar las áreas costeras y marinas; poner fin a las subvenciones que contribuyen a la sobrepesca; aumentar los beneficios económicos del uso sostenible de los recursos marinos. Las tres últimas metas son "medios para lograr metas": aumentar el conocimiento científico, la investigación y la tecnología para la salud de los océanos; apoyar a los pescadores en pequeña escala; aplicar y hacer cumplir el derecho marítimo internacional.
Según el informe de 2020 sobre el progreso hacia los Objetivos de Desarrollo Sostenible, los esfuerzos actuales para proteger los océanos, el medio marino y los pescadores en pequeña escala no satisfacen la necesidad de proteger los recursos.